# VM i landevejscykling 2024
VM i landevejscykling 2024 var den 97. udgave af VM i landevejscykling. Det foregik fra 21. til 29. september 2024 i den schweiziske by Zürich.
I starten af september 2018 offentliggjorde UCI at verdensmesterskaberne skulle afholdes i den tysktalende del Schweiz. Godt et halvt år efter meddelte det schweiziske cykelforbund at Zürich skulle være værtsby. Seneste gang der var VM i Schweiz, var ved mesterskaberne i 2009 hvor Mendrisio var værtsby. VM i 2020 skulle have været afholdt i Schweiz, men blev på grund af den globale coronaviruspandemi aflyst, og senere flyttet til Imola i Italien.

## Resultater

### Herrer
| Event           | Guld                              | Guld       | Sølv                                      | Sølv     | Bronze                                | Bronze   |
| --------------- | --------------------------------- | ---------- | ----------------------------------------- | -------- | ------------------------------------- | -------- |
| Herrer - Elite  |                                   |            |                                           |          |                                       |          |
| Linjeløb        | Tadej Pogačar · Slovenien (SLO)   | 6t 27' 30" | Ben O'Connor · Australien (AUS)           | + 34"    | Mathieu van der Poel · Holland (NED)  | + 58"    |
| Enkeltstart     | Remco Evenepoel · Belgien (BEL)   | 53' 01"    | Filippo Ganna · Italien (ITA)             | + 6"     | Edoardo Affini · Italien (ITA)        | + 54"    |
| Herrer - U23    |                                   |            |                                           |          |                                       |          |
| Linjeløb        | Niklas Behrens · Tyskland (GER)   | 3t 57' 24" | Martin Svrček · Slovakiet (SVK)           | s.t.     | Alec Segaert · Belgien (BEL)          | + 28"    |
| Enkeltstart     | Iván Romeo · Spanien (ESP)        | 36' 42"    | Jakob Söderqvist · Sverige (SWE)          | + 32"    | Jan Christen · Schweiz (SUI)          | + 40"    |
| Herrer - Junior |                                   |            |                                           |          |                                       |          |
| Linjeløb        | Lorenzo Mark Finn · Italien (ITA) | 2t 57' 05" | Sebastian Grindley · Storbritannien (GBR) | + 2' 05" | Senna Remijn · Holland (NED)          | + 3' 06" |
| Enkeltstart     | Paul Seixas · Frankrig (FRA)      | 28' 08"    | Jasper Schoofs · Belgien (BEL)            | + 6"     | Matisse van Kerckhove · Belgien (BEL) | + 7"     |

### Damer
| Event          | Guld                                 | Guld       | Sølv                                  | Sølv  | Bronze                                | Bronze |
| -------------- | ------------------------------------ | ---------- | ------------------------------------- | ----- | ------------------------------------- | ------ |
| Damer - Elite  |                                      |            |                                       |       |                                       |        |
| Linjeløb       | Lotte Kopecky · Belgien (BEL)        | 4t 05' 26" | Chloé Dygert · USA (USA)              | s.t.  | Elisa Longo Borghini · Italien (ITA)  | s.t.   |
| Enkeltstart    | Grace Brown · Australien (AUS)       | 39' 16"    | Demi Vollering · Holland (NED)        | + 06" | Chloé Dygert · USA (USA)              | + 16"  |
| Damer - U23    |                                      |            |                                       |       |                                       |        |
| Linjeløb       | Puck Pieterse · Holland (NED)        | 4t 08' 26" | Neve Bradbury · Australien (AUS)      | s.t.  | Antonia Niedermaier · Tyskland (GER)  |        |
| Enkeltstart    | Antonia Niedermaier · Tyskland (GER) | 40' 21"    | Jasmin Liechti · Schweiz (SUI)        | + 3"  | Julie De Wilde · Belgien (BEL)        | + 2"   |
| Damer - Junior |                                      |            |                                       |       |                                       |        |
| Linjeløb       | Cat Ferguson · Storbritannien (GBR)  | 1t 54' 58" | Paula Ostiz Taco · Spanien (ESP)      | + 0"  | Viktória Chladoňová · Slovakiet (SVK) | + 0"   |
| Enkeltstart    | Cat Ferguson · Storbritannien (GBR)  | 23' 49"    | Viktória Chladoňová · Slovakiet (SVK) | + 34" | Imogen Wolff · Storbritannien (GBR)   | + 36"  |

### Mixed
| Event          | Guld | Guld          | Sølv | Sølv    | Bronze | Bronze  |
| -------------- | --- | ------------- | --- | ------- | --- | ------- |
| Holdtidskørsel | Australien · Michael Matthews · Ben O'Connor · Jay Vine · Grace Brown · Brodie Chapman · Ruby Roseman-Gannon | 1t 12' 52,28" | Tyskland · Marco Brenner · Miguel Heidemann · Maximilian Schachmann · Franziska Koch · Liane Lippert · Antonia Niedermaier | + 0,85" | Italien · Edoardo Affini · Mattia Cattaneo · Filippo Ganna · Elisa Longo Borghini · Soraya Paladin · Gaia Realini | + 8,25" |

## Danske deltagere

### Herrer
Elite
- Kasper Asgreen (enkeltstart og linjeløb)
- Mikkel Bjerg (enkeltstart og holdløb)
- Magnus Cort (holdløb og linjeløb)
- Jakob Fuglsang (linjeløb)
- Mads Pedersen (linjeløb)
- Mikkel Honoré (holdløb)
- Mattias Skjelmose (linjeløb)
- Michael Valgren (linjeløb)
- Frederik Wandahl (linjeløb)

U/23
- Adam Holm Jørgensen (enkeltstart)
- Rasmus Søjberg Pedersen (enkeltstart og linjeløb)
- Simon Dalby (linjeløb)
- Morten Aalling Nørtoft (linjeløb)
- Emil Schandorff Iwersen (linjeløb)
- Kasper Andersen (linjeløb)
- Henrik Breiner Pedersen (linjeløb)

U/19
- Albert Withen Philipsen (enkeltstart og linjeløb)
- Anton Louw Larsen (linjeløb)
- Hugo Rishøj (linjeløb)
- Noah Lindholm Møller Andersen (linjeløb)
- Theodor August Clemmesen (linjeløb)
- Carl Emil Just Pedersen (enkeltstart)

### Damer
Elite
- Emma Norsgaard (holdløb og linjeløb)
- Cecilie Uttrup Ludwig (holdløb og linjeløb)
- Rebecca Koerner (holdløb og linjeløb)
- Maja Winther Brandt Heisel (linjeløb)

U/23
(elite- og U23-ryttere kørte i samme felt, hvilket betød, at den bedst placerede U23-rytter blev U23-verdensmester.)
- Alberte Greve (enkeltstart og linjeløb)
- Solbjørk Minke Anderson (linjeløb)

U/19
- Alma Walther Møller Rasmussen (enkeltstart og linjeløb)
- Ida Krickau Ketelsen (linjeløb)
- Kamma Bergholt (linjeløb)
- Mathilde Cramer (enkeltstart og linjeløb)